# Слоновые часы
Слоновые часы — изобретение средневекового арабского учёного Аль-Джазари, представлявшее собой водяные часы, сделанные на основе индийского изобретения гати.
Механизм, приводивший часы в действие, был скрыт в большой скульптуре азиатского слона: внутри её располагались резервуар, наполненный водой, и плавающая в нём чаша с отверстием по центру, вращавшаяся, постепенно заполнявшаяся жидкостью. Когда она, наполнившись, погружалась под воду, то тянула верёвку, прикреплённому к балансиру в башне на спине слона. Это, в свою очередь, приводило в движение фигуру сокола, начинавшую петь, и высвобождение из корзины металлического шара, падавшего сначала на голову птицы, а оттуда — в пасть скульптуры змея, после чего та наклонялась вперёд, вытаскивая тем самым чашу из воды с помощью струн. Эти струны также заставляли скульптуру правителя поднимать левую или правую руку, а попадание мяча в вазу приводило к тому, что скульптура погонщика ударяла в барабан; вследствие всего этого стрелка циферблата перемещалась в нужном направлении и указывала либо полчаса, либо полный час. Затем скульптура змея возвращалась назад и цикл повторялся, пока в корзине оставались шары. Дважды в день конструкция возвращалась в исходное положение. Резервуар разделялся на два отсека: верхний сообщался непосредственно с механизмом указания времени, а нижний — с другим механизмом, контролировавшим силу потока. На рассвете, когда кран открывали, вода из верхней части резервуара стекала в нижнюю, где с помощью упомянутого механизма поддерживалось постоянное давление. Это было сделано для того, чтобы учитывать неравномерную продолжительность дня в зависимости от времени года.